# Thayer Township (Missouri)
Thayer Township est un ancien township, situé dans le comté d'Oregon, dans le Missouri, aux États-Unis,.
Le township est baptisé en référence à la ville de Thayer.

### Source de la traduction
- (en) Cet article est partiellement ou en totalité issu de l’article de Wikipédia en anglais intitulé « Thayer Township, Oregon County, Missouri » (voir la liste des auteurs).